# Mélanie de Jesus dos Santos
Mélanie Johanna de Jesus dos Santos (sinh ngày 5 tháng 3 năm 2000 tại Martinique) là một vận động viên thể dục nghệ thuật người Pháp và là nhà vô địch toàn quốc hai lần của Pháp (2017-2018). Trên bình diện quốc tế, cô là nhà vô địch toàn châu Âu 2019 và là nhà vô địch châu Âu hai lần về hạng mục sàn (2018, 2019).

## Cuộc sống cá nhân
Cô sinh ra ở Schœlcher, Martinique. Cha cô là người Bồ Đào Nha và mẹ cô là người Martinique. Cô có hai chị em cùng cha khác mẹ sống ở Bồ Đào Nha với cha của họ.

## Sự nghiệp trẻ
Cô bắt đầu thể dục dụng cụ tại một câu lạc bộ ở La Trinité. Huấn luyện viên của cô, Elsa Louis, đã nhận ra tiềm năng của cô và cho phép cô tham gia các trại huấn luyện với Liên đoàn Thể dục dụng cụ Pháp. Cô trở thành thành viên của đội tuyển quốc gia Pháp năm 2013, lần đầu tiên khi là một thiếu niên.
Tại giải vô địch quốc gia Pháp năm 2015, cô đứng thứ hai chung cuộc sau Lorette Charpy.
Vào mùa hè năm 2015, trong thời gian tham dự lễ hội Olympic trẻ châu Âu, cô bị chấn thương nặng ở đầu gối trong khi thực hiện động tác vặn đôi Yurchenko. Do chấn thương, cô không thể thi đấu trong vài tháng.

## Sự nghiệp chuyên nghiệp

### 2016
Năm 2016, cô chuyển đến Saint-Etienne ở Pháp để tập luyện cùng với Eric và Monique Hagard. Cô đã trở lại thi đấu vào tháng 6 năm 2016 tại Giải vô địch quốc gia Pháp tại Mulhouse, đứng thứ tư trong các bài tập toàn diện, cân bằng và bài tập sàn.

### 2017
Vào tháng 3, cô đã thi đấu tại American Cup, nơi cô nhận được huy chương đồng và có số điểm cao nhất chung cuộc. Cô trở thành vận động viên thể dục dụng cụ thứ hai của Pháp giành huy chương tại American Cup sau khi Elvire Teza giành được vàng năm 1997.
Tại Giải vô địch châu Âu 2017 ở Cluj-Napoca, Romania, cô đủ điều kiện cho hai trận chung kết: trong các thanh xung quanh và không đồng đều. Cô đứng thứ ba chung cuộc sau Ellie Downie của Vương quốc Anh và Zsófia Kovács của Hungary. Vận động viên thể dục dụng cụ cuối cùng của Pháp giành được huy chương toàn diện tại Giải vô địch châu Âu là Marine Debauve năm 2005.
Cô trở thành nhà vô địch toàn Pháp năm 2017, khi đánh bại nhà vô địch trị vì Marine Boyer với 1,4 điểm với tổng số 55.450. Cô cũng giành được một huy chương bạc chung cuộc. Tại Giải vô địch thế giới 2017 ở Montreal, cô đã hoàn thành vị trí thứ năm trong tất cả các giải đấu.

### 2018

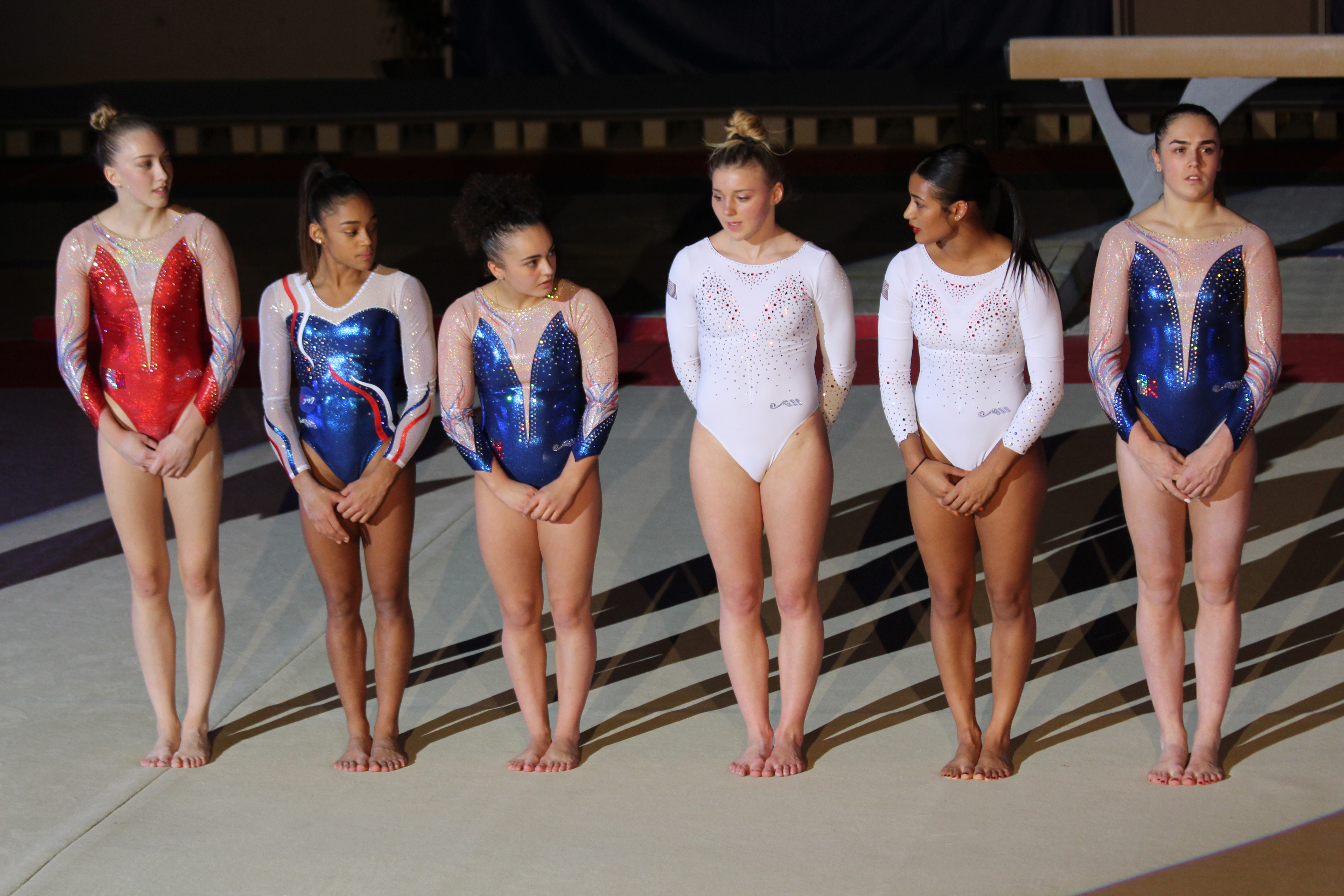
de Jesus dos Santos tại Sainté Gym Show 2018 cùng với các đồng đội Pháp

Vào tháng Năm, cô đã nhận được ba huy chương vàng tại Giải vô địch quốc gia Pháp, chiến thắng tất cả các giải đấu, thanh xà và sàn.

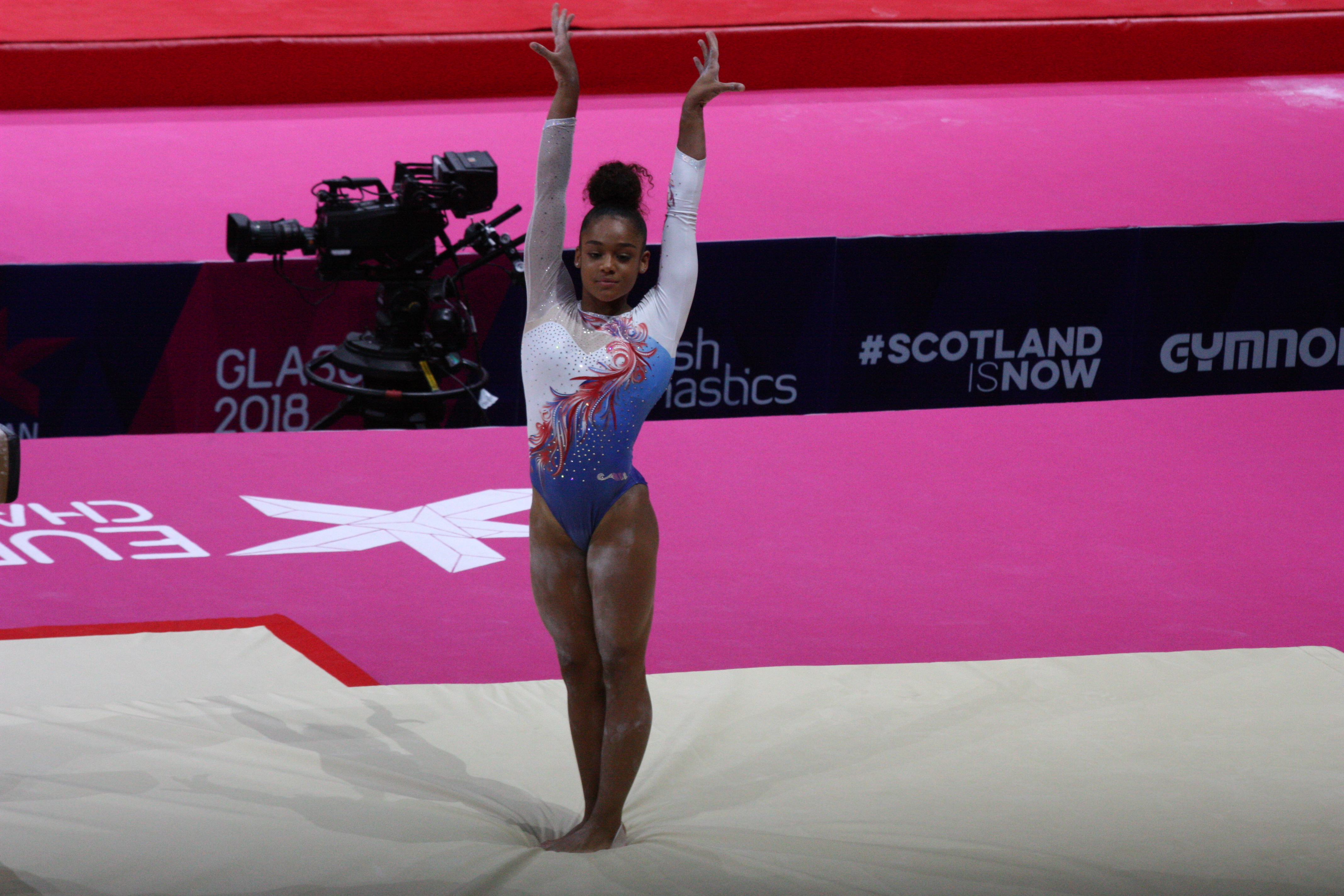
de Jesus dos Santos tại Giải vô địch châu Âu 2018

Vào tháng 8 năm 2018, cô đã tham gia Giải vô địch châu Âu tại Glasgow. Đội Pháp giành được huy chương bạc trong trận chung kết đồng đội, đứng sau người Nga và đứng trước Hà Lan. Mélanie đủ điều kiện thi đấu tại hai trận chung kết sự kiện, kết thúc ở vị trí thứ sáu chung cuộc và giành được huy chương vàng trên hạng mục sàn. Cô trở thành vận động viên thể dục dụng cụ Pháp thứ ba giành được danh hiệu này tại Giải vô địch châu Âu sau Ludivine Furnon năm 2000 và Isabelle Séverino năm 2005. Tại World Challenge Cup 2018 ở Paris, cô đã giành huy chương vàng trên hạng mục sàn.

### 2019
Vào tháng 3 de Jesus dos Santos sau đó đã được chọn để thi đấu tại Giải vô địch châu Âu 2019 cùng với Marine Boyer, Lorette Charpy và Coline Devillard. Sau đó, cô thi đấu tại EnBW DTB-Pokal Team Challenge ở Stuttgart, nơi Pháp xếp thứ tư trong trận chung kết đồng đội. Tại Giải vô địch châu Âu de Jesus dos Santos đã giành chiến thắng toàn diện trước Nhà vô địch châu Âu 2017 Ellie Downie. Trong trận chung kết sự kiện de Jesus dos Santos đã bảo vệ thành công danh hiệu hạng mục sàn của mình, giành được huy chương bạc trên xà ngang sau Alice Kinsella của Vương quốc Anh và đứng thứ bảy trên các thanh không đều. Điều này khiến cô trở thành nữ thể dục dụng cụ kiếm nhiều huy chương nhất trong các giải vô địch, cùng với Angelina Melnikova của Nga.

## Lịch sử cạnh tranh
| Năm  | Sự kiện                       | Đội       | Â         | VT | UB        | BB        | FX        |
| ---- | ----------------------------- | --------- | --------- | -- | --------- | --------- | --------- |
| 2015 | Liên hoan Olympic trẻ châu Âu | 6         |           |    |           |           |           |
| 2016 | Giải vô địch quốc gia Pháp    |           | 4         |    |           | 4         | 4         |
| 2016 | FRA-ROU thân thiện            | liên_kết= | liên_kết= |    |           |           |           |
| 2016 | Đài tưởng niệm Joaquim Blume  |           | liên_kết= |    |           |           |           |
| 2016 | Phòng tập thể dục ưu tú       | liên_kết= | liên_kết= |    | 4         | liên_kết= |           |
| 2017 | Cup Mỹ (World Cup)            |           | liên_kết= |    |           |           |           |
| 2017 | Thành phố Jesolo Cúp          | 4         | 9         |    | 8         | 4         |           |
| 2017 | Giải vô địch châu Âu          |           | liên_kết= |    | 8         |           |           |
| 2017 | Giải vô địch quốc gia Pháp    |           | liên_kết= |    | 5         | liên_kết= |           |
| 2017 | Quốc tế Pháp (World Cup)      |           |           |    | liên_kết= | 4         | 7         |
| 2017 | Giải vô địch thế giới         |           | 5         |    |           | 9         |           |
| 2017 | Phòng tập thể dục ưu tú       | liên_kết= | liên_kết= |    | liên_kết= |           | 4         |
| 2017 | Cuộc thi quốc tế Toyota       |           |           |    | liên_kết= |           |           |
| 2018 | World Cup Doha                |           |           |    | liên_kết= | liên_kết= |           |
| 2018 | World Cup Tokyo               |           | liên_kết= |    |           |           |           |
| 2018 | Giải vô địch quốc gia Pháp    |           | liên_kết= |    | liên_kết= | 6         | liên_kết= |
| 2018 | FRA-SWI-GER                   | liên_kết= | liên_kết= |    |           |           |           |
| 2018 | Giải vô địch châu Âu          | liên_kết= |           |    |           | 4         | liên_kết= |
| 2018 | Cúp thử thách Paris           |           |           |    | 8         |           | liên_kết= |
| 2018 | Giải vô địch thế giới         | 5         | 6         |    |           |           | 6         |
| 2019 | Cúp đội EnBW DTB-Pokal        | 4         |           |    |           |           |           |
| 2019 | Giải vô địch châu Âu          |           | liên_kết= |    | 7         | liên_kết= | liên_kết= |

## liên kết ngoài
- Melanie de Jesus dos Santos